# John Richard Hardy
John Richard Hardy (* 9. Januar 1935 in Watford, Hertfordshire; † 5. Mai 2011 in Lincoln, Nebraska) war ein britischer Physiker.
Hardy war der Sohn eines Telekommunikationsingenieurs der britischen Eisenbahn. Er studierte an der University of Bristol Physik mit dem Bachelor-Abschluss 1956 und der Promotion 1959. Danach war er als Associated Electrical Industries Research Fellow an der University of Reading und 1962 bis 1965 AERC (Atomic Energy Research Establishment) Fellow in Harwell. 1966 ging er zunächst als Gastprofessor an die University of Nebraska, wo er 1967 Associate Professor und 1968 Professor wurde. 1993 wurde er George Holmes Professor für Physik. 2003 emeritierte er.
Hardy war Berater des Lawrence Livermore National Laboratory und des Naval Research Laboratory in Washington, D.C. Er galt als führender Experte für die Dynamik von Gitterschwingungen in Kristallen, für die er in den 1960er Jahren das Deformations-Dipol-Modell (DD) für die Berechnung der Gitterschwingungen von Isolatoren entwickelte (zuerst 1960). Er befasste sich auch mit Stosswellenausbreitung in Festkörpern, Ferroelektrika (wobei er eng mit dem Experimentator Frank G. Ullman zusammenarbeitete) und Hochtemperatursupraleitern.
1989 erhielt er die Auszeichnung der University of Nebraska für herausragende Forschung (Orca Preis).

## Schriften
- mit Arnold M. Karo: The lattice dynamics and Statics of Alkali Halide crystals. Plenum Press, 1979.